# 下高井郡

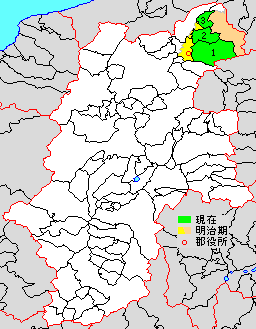
長野県下高井郡の範囲（1.山ノ内町 2.木島平村 3.野沢温泉村 薄黄：後に他郡に編入された区域）

下高井郡（しもたかいぐん）は、日本の長野県の郡。北信地方の北信地域に属する。
人口17,981人、面積423.18km²、人口密度42.5人/km²。（2025年3月1日、推計人口）
現在は以下の1町2村を含む。
- 山ノ内町（やまのうちまち）
- 木島平村（きじまだいらむら）
- 野沢温泉村（のざわおんせんむら）

## 郡域
1879年（明治12年）に行政区画として発足した当時の郡域は、上記1町2村のほか、下記の区域にあたる。
- 中野市の大半（概ね千曲川以東。かつての中野町・日野村・延徳村・平野村・長丘村・平岡村・高丘村・科野村・倭村。市域のうち旧豊田村を除く全域）
- 飯山市の一部（同上。かつての木島村・瑞穂村）
- 下水内郡栄村の大半（同上。かつての堺村）

## 歴史

### 郡発足までの沿革
- 「旧高旧領取調帳」に記載されている、信濃国高井郡のうち後の本郡域の明治初年時点での支配は以下の通り。●は村内に寺社領が、○は寺社除地[2]が存在。（97村）

| 知行         | 知行                         | 村数 | 村名 |
| ------------ | ---------------------------- | ---- | --- |
| 幕府領       | 幕府領（中野代官所）         | 90村 | 上条村、高遠村、大俣村、立ヶ花村、坂井村、天神堂村、下木島村、山岸村、山口新田村、市之割村、野坂田村、○計見村、高石村、計見新田村、平沢村、馬曲村、○西条村、稲荷村、和栗村、東大滝村、志久見村、箕作村、野沢村、虫生村、七ヶ巻村、平林村、針田村、前坂村、笹沢新田村、神戸村、関沢村、○小菅村、北原新田村、○岩船村、中村、●西間村、●○松川村、○東江部村、○新保村、○中野村、●○一本木村、○竹原村、●○若宮村、○金井村、庚新田村、●赤岩村、○上新田村、○越村、○寒沢村、○戸狩村、○深沢村、南鴨ヶ原村、北鴨ヶ原村、○更科村、吉田村、○小田中村、○新野村、牛出村、○西江部村、○夜間瀬村、○篠井村、山根村、○間山村、吉村、其綿村、○上木島村、小見村、○内山村、○坪山村、○犬飼村、○重地原新田村、下笠原村、柳沢村、田上村、岩井村、○柏尾村、岩井新田村、安田村、片塩村、上笠原村、安源寺村、安源寺新田村、間長瀬村、間長瀬新田村、七瀬村、田麦村、厚貝村、壁田村、新井村、栗林村 |
| 幕府領       | 幕府領（松代藩預地）         | 1村  | ○桜沢村 |
| 藩領         | 信濃松代藩                   | 3村  | ○湯田中村、○佐野村、○沓野村 |
| 藩領         | 信濃須坂藩                   | 1村  | 草間村 |
| 藩領         | 松代藩・越後椎谷藩           | 1村  | ○大熊村 |
| 幕府領・藩領 | 幕府領（松代藩預地）・松代藩 | 1村  | 小沼村 |

- 慶応4年2月17日（1868年3月10日） - 幕府領の一部（中野代官所）が名古屋藩の管轄となる。
- 明治2年2月30日（1869年4月11日） - 幕府領の一部（中野代官所）が伊那県の管轄となる。
- 明治3年
  - このころ幕府領（松代藩預地）が伊那県の管轄となる。
  - 9月17日（1870年10月11日）
    - 伊那県の管轄区域が中野県の管轄となる。
    - 中野村が県庁の設置にともない改称して中野町となる。（1町96村）
- 明治4年
  - 6月22日（1871年8月8日） - 中野県が改称して長野県となる。
  - 7月14日（1871年8月29日） - 廃藩置県により藩領が松代県、須坂県、椎谷県の管轄となる。
  - 11月20日（1871年12月31日） - 第1次府県統合により全域が長野県の管轄となる。
- 明治7年（1874年）（1町94村）
  - 4月 - 間長瀬新田村が間長瀬村に合併。
  - 岩井新田村が岩井村に合併。
- 明治8年（1875年）（1町81村）
  - 1月
    - 東江部村・西江部村が合併して江部村となる。
    - 安源寺新田村が安源寺村に合併。

  - 2月 - 西間村が西条村に、松川村が中野町にそれぞれ合併。
  - 6月 - 志久見村・箕作村が合併して堺村となる。
  - 東大滝村・虫生村・七ヶ巻村・平林村・坪山村が合併して市川村となる。
  - 野沢村・北原新田村・重地原村・柏尾村が合併して豊郷村となる。
  - 小沼村・大熊村（南大熊村・北大熊村）が合併して三ツ和村となる。
- 明治9年（1876年）（1町56村）
  - 5月
    - 市之割村・計見村・高石村・計見新田村・平沢村・馬曲村・庚新田村・南鴨ヶ原村が合併して往郷村となる。
    - 上条村・湯田中村・沓野村が合併して平穏村となる。
    - 赤岩村・越村・深沢村が合併して科野村となる。
    - 針田村・前坂村・笹沢新田村・神戸村・関沢村・小菅村・犬飼村が合併して高野村となる。

  - 6月 - 下笠原村・上笠原村が合併して笠原村となる。
  - 稲荷村・和栗村・中村・北鴨ヶ原村・小見村・内山村が合併して穂高村となる。
  - 山根村・上新田村・安田村が合併して木島村となる。

### 郡発足以降の沿革
- 明治12年（1879年）
  - 1月4日 - 郡区町村編制法の長野県での施行により、高井郡のうち1町56村の区域に行政区画としての下高井郡が発足。郡役所を中野町に設置。
  - 3月4日 - 山口新田村が上木島村に合併。（1町55村）
- 明治13年（1880年）8月25日 - 市川村が分割されて東大滝村・虫生村・七ヶ巻村・平林村・坪山村となる。（1町59村）

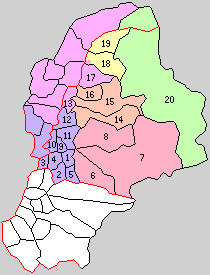
1.中野町 2.延徳村 3.高丘村 4.平野村 5.日野村 6.穂波村 7.平穏村 8.夜間瀬村 9.平岡村 10.長丘村 11.科野村 12.倭村 13.木島村 14.上木島村 15.往郷村 16.穂高村 17.高野村 18.豊郷村 19.市川村 20.堺村（紫：中野市 桃：飯山市 赤：山ノ内町 橙：木島平村 黄：野沢温泉村 緑：下水内郡栄村）

- 明治22年（1889年）4月1日 - 町村制の施行により、以下の町村が発足。（1町19村）
  - 中野町 ← 中野町、一本木村、西条村（現・中野市）
  - 延徳村 ← 三ツ和村、桜沢村、篠井村、新保村（現・中野市）
  - 高丘村 ← 安源寺村、草間村、立ヶ花村、牛出村、栗林村（現・中野市）
  - 平野村 ← 江部村、片塩村、岩船村、吉田村（現・中野市）
  - 日野村 ← 間山村、新野村、高遠村、更科村、小田中村（現・中野市）
  - 穂波村 ← 佐野村、寒沢村、戸狩村（現・山ノ内町）
  - 平穏村、夜間瀬村（それぞれ単独村制。現・山ノ内町）
  - 平岡村 ← 竹原村、若宮村、金井村、間長瀬村、笠原村、新井村（現・中野市）
  - 長丘村 ← 大俣村、七瀬村、田麦村、厚貝村、壁田村（現・中野市）
  - 科野村（単独村制、現・中野市）
  - 倭村 ← 柳沢村、田上村、岩井村（現・中野市）
  - 木島村 ← 木島村、下木島村、野坂田村、天神堂村、坂井村、其綿村、吉村、山岸村（現・飯山市）
  - 上木島村、往郷村、穂高村（それぞれ単独村制。現・木島平村）
  - 高野村（単独村制、現・飯山市）
  - 豊郷村 ← 豊郷村、坪山村（現・野沢温泉村）
  - 市川村 ← 虫生村、七ヶ巻村、平林村、東大滝村（現・野沢温泉村）
  - 堺村（単独村制、現・下水内郡栄村）
- 明治24年（1891年）4月1日 - 郡制を施行。
- 明治25年（1892年）10月14日 - 高野村が豊郷村の一部（柏尾組・北原組・重地原組）を編入のうえ改称して瑞穂村となる。
- 明治27年（1894年）4月1日 - 日野村の一部（小田中）が中野町に編入。
- 明治29年（1896年） - 長野県議会で下高井郡を分合する建議書が否決[3]。
- 明治36年（1903年） - 藤沢倉之助（穂波村戸狩）作詞の「下高井唱歌」を制定。
- 大正12年（1923年）4月1日 - 郡会が廃止。郡役所は存続。
- 大正15年（1926年）7月1日 - 郡役所が廃止。以降は地域区分名称となる。
- 昭和28年（1953年）8月18日 - 豊郷村が野沢温泉村に改称。
- 昭和29年（1954年）
  - 4月1日 - 平穏村が町制施行して平穏町となる。（2町18村）
  - 7月1日 - 中野町・日野村・延徳村・平野村・長丘村・平岡村・高丘村・科野村・倭村が合併して中野市が発足し、郡より離脱。（1町10村）
  - 8月1日 - 木島村・瑞穂村が下水内郡飯山町・秋津村・柳原村・外様村・常盤村と合併して飯山市が発足し、郡より離脱。（1町8村）
- 昭和30年（1955年）
  - 2月1日 - 穂高村・往郷村・上木島村が合併して木島平村が発足。（1町6村）
  - 4月1日（1町4村）
    - 平穏町・穂波村・夜間瀬村が合併して山ノ内町が発足。
    - 野沢温泉村が飯山市の一部（前坂、重地原）を編入。
- 昭和31年（1956年）9月30日（1町2村）
  - 堺村が下水内郡水内村と合併して下水内郡栄村が発足し、郡より離脱。
  - 野沢温泉村・市川村が合併し、改めて野沢温泉村が発足。

### 変遷表
| 明治以前     | 明治初年 - 明治11年 | 明治12年 - 明治22年      | 明治22年 4月1日 町村制施行 | 明治22年 - 大正15年                           | 昭和元年 - 昭和29年             | 昭和30年 - 昭和64年             | 昭和30年 - 昭和64年          | 平成元年 - 現在       | 現在          |
| ------------ | ------------------- | ------------------------ | -------------------------- | --------------------------------------------- | ------------------------------- | ------------------------------- | ---------------------------- | --------------------- | ------------- |
| 志久見村     | 明治8年6月 堺村     | 堺村                     | 堺村                       | 堺村                                          | 堺村                            | 堺村                            | 昭和31年9月30日 下水内郡栄村 | 下水内郡栄村          | 下水内郡 栄村 |
| 箕作村       | 明治8年6月 堺村     | 堺村                     | 堺村                       | 堺村                                          | 堺村                            | 堺村                            | 昭和31年9月30日 下水内郡栄村 | 下水内郡栄村          | 下水内郡 栄村 |
| 虫生村       | 明治8年 市川村      | 明治13年8月25日 虫生村   | 市川村                     | 市川村                                        | 市川村                          | 市川村                          | 昭和31年9月30日 野沢温泉村   | 野沢温泉村            | 野沢温泉村    |
| 七ヶ巻村     | 明治8年 市川村      | 明治13年8月25日 七ヶ巻村 | 市川村                     | 市川村                                        | 市川村                          | 市川村                          | 昭和31年9月30日 野沢温泉村   | 野沢温泉村            | 野沢温泉村    |
| 平林村       | 明治8年 市川村      | 明治13年8月25日 平林村   | 市川村                     | 市川村                                        | 市川村                          | 市川村                          | 昭和31年9月30日 野沢温泉村   | 野沢温泉村            | 野沢温泉村    |
| 東大滝村     | 明治8年 市川村      | 明治13年8月25日 東大滝村 | 市川村                     | 市川村                                        | 市川村                          | 市川村                          | 昭和31年9月30日 野沢温泉村   | 野沢温泉村            | 野沢温泉村    |
| 坪山村       | 明治8年 市川村      | 明治13年8月25日 坪山村   | 豊郷村                     | 豊郷村                                        | 昭和28年8月18日 改称 野沢温泉村 | 野沢温泉村                      | 昭和31年9月30日 野沢温泉村   | 野沢温泉村            | 野沢温泉村    |
| 野沢村       | 明治8年 豊郷村      | 豊郷村                   | 豊郷村                     | 豊郷村                                        | 昭和28年8月18日 改称 野沢温泉村 | 野沢温泉村                      | 昭和31年9月30日 野沢温泉村   | 野沢温泉村            | 野沢温泉村    |
| 前坂村       | 明治9年5月 高野村   | 高野村                   | 高野村                     | 明治25年10月14日 改称 瑞穂村                  | 昭和29年8月1日 飯山市           | 昭和30年4月1日 野沢温泉村に編入 | 昭和31年9月30日 野沢温泉村   | 野沢温泉村            | 野沢温泉村    |
| 重地原村     | 明治8年 豊郷村      | 豊郷村                   | 豊郷村                     | 明治25年10月14日 高野村に編入 同日改称 瑞穂村 | 昭和29年8月1日 飯山市           | 昭和30年4月1日 野沢温泉村に編入 | 昭和31年9月30日 野沢温泉村   | 野沢温泉村            | 野沢温泉村    |
| 北原新田村   | 明治8年 豊郷村      | 豊郷村                   | 豊郷村                     | 明治25年10月14日 高野村に編入 同日改称 瑞穂村 | 昭和29年8月1日 飯山市           | 飯山市                          | 飯山市                       | 飯山市                | 飯山市        |
| 柏尾村       | 明治8年 豊郷村      | 豊郷村                   | 豊郷村                     | 明治25年10月14日 高野村に編入 同日改称 瑞穂村 | 昭和29年8月1日 飯山市           | 飯山市                          | 飯山市                       | 飯山市                | 飯山市        |
| 針田村       | 明治9年5月 高野村   | 高野村                   | 高野村                     | 明治25年10月14日 改称 瑞穂村                  | 昭和29年8月1日 飯山市           | 飯山市                          | 飯山市                       | 飯山市                | 飯山市        |
| 笹沢新田村   | 明治9年5月 高野村   | 高野村                   | 高野村                     | 明治25年10月14日 改称 瑞穂村                  | 昭和29年8月1日 飯山市           | 飯山市                          | 飯山市                       | 飯山市                | 飯山市        |
| 神戸村       | 明治9年5月 高野村   | 高野村                   | 高野村                     | 明治25年10月14日 改称 瑞穂村                  | 昭和29年8月1日 飯山市           | 飯山市                          | 飯山市                       | 飯山市                | 飯山市        |
| 関沢村       | 明治9年5月 高野村   | 高野村                   | 高野村                     | 明治25年10月14日 改称 瑞穂村                  | 昭和29年8月1日 飯山市           | 飯山市                          | 飯山市                       | 飯山市                | 飯山市        |
| 小菅村       | 明治9年5月 高野村   | 高野村                   | 高野村                     | 明治25年10月14日 改称 瑞穂村                  | 昭和29年8月1日 飯山市           | 飯山市                          | 飯山市                       | 飯山市                | 飯山市        |
| 犬飼村       | 明治9年5月 高野村   | 高野村                   | 高野村                     | 明治25年10月14日 改称 瑞穂村                  | 昭和29年8月1日 飯山市           | 飯山市                          | 飯山市                       | 飯山市                | 飯山市        |
| 山根村       | 明治9年 木島村      | 木島村                   | 木島村                     | 木島村                                        | 昭和29年8月1日 飯山市           | 飯山市                          | 飯山市                       | 飯山市                | 飯山市        |
| 上新田村     | 明治9年 木島村      | 木島村                   | 木島村                     | 木島村                                        | 昭和29年8月1日 飯山市           | 飯山市                          | 飯山市                       | 飯山市                | 飯山市        |
| 安田村       | 明治9年 木島村      | 木島村                   | 木島村                     | 木島村                                        | 昭和29年8月1日 飯山市           | 飯山市                          | 飯山市                       | 飯山市                | 飯山市        |
| 下木島村     | 下木島村            | 下木島村                 | 木島村                     | 木島村                                        | 昭和29年8月1日 飯山市           | 飯山市                          | 飯山市                       | 飯山市                | 飯山市        |
| 野坂田村     | 野坂田村            | 野坂田村                 | 木島村                     | 木島村                                        | 昭和29年8月1日 飯山市           | 飯山市                          | 飯山市                       | 飯山市                | 飯山市        |
| 天神堂村     | 天神堂村            | 天神堂村                 | 木島村                     | 木島村                                        | 昭和29年8月1日 飯山市           | 飯山市                          | 飯山市                       | 飯山市                | 飯山市        |
| 坂井村       | 坂井村              | 坂井村                   | 木島村                     | 木島村                                        | 昭和29年8月1日 飯山市           | 飯山市                          | 飯山市                       | 飯山市                | 飯山市        |
| 其綿村       | 其綿村              | 其綿村                   | 木島村                     | 木島村                                        | 昭和29年8月1日 飯山市           | 飯山市                          | 飯山市                       | 飯山市                | 飯山市        |
| 吉村         | 吉村                | 吉村                     | 木島村                     | 木島村                                        | 昭和29年8月1日 飯山市           | 飯山市                          | 飯山市                       | 飯山市                | 飯山市        |
| 山岸村       | 山岸村              | 山岸村                   | 木島村                     | 木島村                                        | 昭和29年8月1日 飯山市           | 飯山市                          | 飯山市                       | 飯山市                | 飯山市        |
| 稲荷村       | 明治9年 穂高村      | 穂高村                   | 穂高村                     | 穂高村                                        | 穂高村                          | 昭和30年2月1日 木島平村         | 昭和30年2月1日 木島平村      | 木島平村              | 木島平村      |
| 和栗村       | 明治9年 穂高村      | 穂高村                   | 穂高村                     | 穂高村                                        | 穂高村                          | 昭和30年2月1日 木島平村         | 昭和30年2月1日 木島平村      | 木島平村              | 木島平村      |
| 中村         | 明治9年 穂高村      | 穂高村                   | 穂高村                     | 穂高村                                        | 穂高村                          | 昭和30年2月1日 木島平村         | 昭和30年2月1日 木島平村      | 木島平村              | 木島平村      |
| 北鴨ヶ原村   | 明治9年 穂高村      | 穂高村                   | 穂高村                     | 穂高村                                        | 穂高村                          | 昭和30年2月1日 木島平村         | 昭和30年2月1日 木島平村      | 木島平村              | 木島平村      |
| 小見村       | 明治9年 穂高村      | 穂高村                   | 穂高村                     | 穂高村                                        | 穂高村                          | 昭和30年2月1日 木島平村         | 昭和30年2月1日 木島平村      | 木島平村              | 木島平村      |
| 内山村       | 明治9年 穂高村      | 穂高村                   | 穂高村                     | 穂高村                                        | 穂高村                          | 昭和30年2月1日 木島平村         | 昭和30年2月1日 木島平村      | 木島平村              | 木島平村      |
| 市之割村     | 明治9年5月 往郷村   | 往郷村                   | 往郷村                     | 往郷村                                        | 往郷村                          | 昭和30年2月1日 木島平村         | 昭和30年2月1日 木島平村      | 木島平村              | 木島平村      |
| 計見村       | 明治9年5月 往郷村   | 往郷村                   | 往郷村                     | 往郷村                                        | 往郷村                          | 昭和30年2月1日 木島平村         | 昭和30年2月1日 木島平村      | 木島平村              | 木島平村      |
| 高石村       | 明治9年5月 往郷村   | 往郷村                   | 往郷村                     | 往郷村                                        | 往郷村                          | 昭和30年2月1日 木島平村         | 昭和30年2月1日 木島平村      | 木島平村              | 木島平村      |
| 計見新田村   | 明治9年5月 往郷村   | 往郷村                   | 往郷村                     | 往郷村                                        | 往郷村                          | 昭和30年2月1日 木島平村         | 昭和30年2月1日 木島平村      | 木島平村              | 木島平村      |
| 平沢村       | 明治9年5月 往郷村   | 往郷村                   | 往郷村                     | 往郷村                                        | 往郷村                          | 昭和30年2月1日 木島平村         | 昭和30年2月1日 木島平村      | 木島平村              | 木島平村      |
| 馬曲村       | 明治9年5月 往郷村   | 往郷村                   | 往郷村                     | 往郷村                                        | 往郷村                          | 昭和30年2月1日 木島平村         | 昭和30年2月1日 木島平村      | 木島平村              | 木島平村      |
| 庚新田村     | 明治9年5月 往郷村   | 往郷村                   | 往郷村                     | 往郷村                                        | 往郷村                          | 昭和30年2月1日 木島平村         | 昭和30年2月1日 木島平村      | 木島平村              | 木島平村      |
| 南鴨ヶ原村   | 明治9年5月 往郷村   | 往郷村                   | 往郷村                     | 往郷村                                        | 往郷村                          | 昭和30年2月1日 木島平村         | 昭和30年2月1日 木島平村      | 木島平村              | 木島平村      |
| 上木島村     | 上木島村            | 明治12年3月4日 上木島村  | 上木島村                   | 上木島村                                      | 上木島村                        | 昭和30年2月1日 木島平村         | 昭和30年2月1日 木島平村      | 木島平村              | 木島平村      |
| 山口新田村   | 山口新田村          | 明治12年3月4日 上木島村  | 上木島村                   | 上木島村                                      | 上木島村                        | 昭和30年2月1日 木島平村         | 昭和30年2月1日 木島平村      | 木島平村              | 木島平村      |
| 中野町       | 明治8年2月 中野町   | 中野町                   | 中野町                     | 中野町                                        | 昭和29年7月1日 中野市           | 中野市                          | 中野市                       | 平成17年4月1日 中野市 | 中野市        |
| 松川村       | 明治8年2月 中野町   | 中野町                   | 中野町                     | 中野町                                        | 昭和29年7月1日 中野市           | 中野市                          | 中野市                       | 平成17年4月1日 中野市 | 中野市        |
| 一本木村     | 一本木村            | 一本木村                 | 中野町                     | 中野町                                        | 昭和29年7月1日 中野市           | 中野市                          | 中野市                       | 平成17年4月1日 中野市 | 中野市        |
| 西条村       | 明治8年2月 西条村   | 西条村                   | 中野町                     | 中野町                                        | 昭和29年7月1日 中野市           | 中野市                          | 中野市                       | 平成17年4月1日 中野市 | 中野市        |
| 西間村       | 明治8年2月 西条村   | 西条村                   | 中野町                     | 中野町                                        | 昭和29年7月1日 中野市           | 中野市                          | 中野市                       | 平成17年4月1日 中野市 | 中野市        |
| 小田中村     | 小田中村            | 小田中村                 | 日野村                     | 明治27年4月1日 中野町に編入                   | 昭和29年7月1日 中野市           | 中野市                          | 中野市                       | 平成17年4月1日 中野市 | 中野市        |
| 間山村       | 間山村              | 間山村                   | 日野村                     | 日野村                                        | 昭和29年7月1日 中野市           | 中野市                          | 中野市                       | 平成17年4月1日 中野市 | 中野市        |
| 新野村       | 新野村              | 新野村                   | 日野村                     | 日野村                                        | 昭和29年7月1日 中野市           | 中野市                          | 中野市                       | 平成17年4月1日 中野市 | 中野市        |
| 高遠村       | 高遠村              | 高遠村                   | 日野村                     | 日野村                                        | 昭和29年7月1日 中野市           | 中野市                          | 中野市                       | 平成17年4月1日 中野市 | 中野市        |
| 更科村       | 更科村              | 更科村                   | 日野村                     | 日野村                                        | 昭和29年7月1日 中野市           | 中野市                          | 中野市                       | 平成17年4月1日 中野市 | 中野市        |
| 小沼村       | 明治8年 三ツ和村    | 三ツ和村                 | 延徳村                     | 延徳村                                        | 昭和29年7月1日 中野市           | 中野市                          | 中野市                       | 平成17年4月1日 中野市 | 中野市        |
| 南大熊村     | 明治8年 三ツ和村    | 三ツ和村                 | 延徳村                     | 延徳村                                        | 昭和29年7月1日 中野市           | 中野市                          | 中野市                       | 平成17年4月1日 中野市 | 中野市        |
| 北大熊村     | 明治8年 三ツ和村    | 三ツ和村                 | 延徳村                     | 延徳村                                        | 昭和29年7月1日 中野市           | 中野市                          | 中野市                       | 平成17年4月1日 中野市 | 中野市        |
| 桜沢村       | 桜沢村              | 桜沢村                   | 延徳村                     | 延徳村                                        | 昭和29年7月1日 中野市           | 中野市                          | 中野市                       | 平成17年4月1日 中野市 | 中野市        |
| 篠井村       | 篠井村              | 篠井村                   | 延徳村                     | 延徳村                                        | 昭和29年7月1日 中野市           | 中野市                          | 中野市                       | 平成17年4月1日 中野市 | 中野市        |
| 新保村       | 新保村              | 新保村                   | 延徳村                     | 延徳村                                        | 昭和29年7月1日 中野市           | 中野市                          | 中野市                       | 平成17年4月1日 中野市 | 中野市        |
| 東江部村     | 明治8年1月 江部村   | 江部村                   | 平野村                     | 平野村                                        | 昭和29年7月1日 中野市           | 中野市                          | 中野市                       | 平成17年4月1日 中野市 | 中野市        |
| 西江部村     | 明治8年1月 江部村   | 江部村                   | 平野村                     | 平野村                                        | 昭和29年7月1日 中野市           | 中野市                          | 中野市                       | 平成17年4月1日 中野市 | 中野市        |
| 片塩村       | 片塩村              | 片塩村                   | 平野村                     | 平野村                                        | 昭和29年7月1日 中野市           | 中野市                          | 中野市                       | 平成17年4月1日 中野市 | 中野市        |
| 岩船村       | 岩船村              | 岩船村                   | 平野村                     | 平野村                                        | 昭和29年7月1日 中野市           | 中野市                          | 中野市                       | 平成17年4月1日 中野市 | 中野市        |
| 吉田村       | 吉田村              | 吉田村                   | 平野村                     | 平野村                                        | 昭和29年7月1日 中野市           | 中野市                          | 中野市                       | 平成17年4月1日 中野市 | 中野市        |
| 大俣村       | 大俣村              | 大俣村                   | 長丘村                     | 長丘村                                        | 昭和29年7月1日 中野市           | 中野市                          | 中野市                       | 平成17年4月1日 中野市 | 中野市        |
| 七瀬村       | 七瀬村              | 七瀬村                   | 長丘村                     | 長丘村                                        | 昭和29年7月1日 中野市           | 中野市                          | 中野市                       | 平成17年4月1日 中野市 | 中野市        |
| 田麦村       | 田麦村              | 田麦村                   | 長丘村                     | 長丘村                                        | 昭和29年7月1日 中野市           | 中野市                          | 中野市                       | 平成17年4月1日 中野市 | 中野市        |
| 厚貝村       | 厚貝村              | 厚貝村                   | 長丘村                     | 長丘村                                        | 昭和29年7月1日 中野市           | 中野市                          | 中野市                       | 平成17年4月1日 中野市 | 中野市        |
| 壁田村       | 壁田村              | 壁田村                   | 長丘村                     | 長丘村                                        | 昭和29年7月1日 中野市           | 中野市                          | 中野市                       | 平成17年4月1日 中野市 | 中野市        |
| 竹原村       | 竹原村              | 竹原村                   | 平岡村                     | 平岡村                                        | 昭和29年7月1日 中野市           | 中野市                          | 中野市                       | 平成17年4月1日 中野市 | 中野市        |
| 若宮村       | 若宮村              | 若宮村                   | 平岡村                     | 平岡村                                        | 昭和29年7月1日 中野市           | 中野市                          | 中野市                       | 平成17年4月1日 中野市 | 中野市        |
| 金井村       | 金井村              | 金井村                   | 平岡村                     | 平岡村                                        | 昭和29年7月1日 中野市           | 中野市                          | 中野市                       | 平成17年4月1日 中野市 | 中野市        |
| 間長瀬村     | 明治7年4月 間長瀬村 | 間長瀬村                 | 平岡村                     | 平岡村                                        | 昭和29年7月1日 中野市           | 中野市                          | 中野市                       | 平成17年4月1日 中野市 | 中野市        |
| 間長瀬新田村 | 明治7年4月 間長瀬村 | 間長瀬村                 | 平岡村                     | 平岡村                                        | 昭和29年7月1日 中野市           | 中野市                          | 中野市                       | 平成17年4月1日 中野市 | 中野市        |
| 下笠原村     | 明治9年6月 笠原村   | 笠原村                   | 平岡村                     | 平岡村                                        | 昭和29年7月1日 中野市           | 中野市                          | 中野市                       | 平成17年4月1日 中野市 | 中野市        |
| 上笠原村     | 明治9年6月 笠原村   | 笠原村                   | 平岡村                     | 平岡村                                        | 昭和29年7月1日 中野市           | 中野市                          | 中野市                       | 平成17年4月1日 中野市 | 中野市        |
| 新井村       | 新井村              | 新井村                   | 平岡村                     | 平岡村                                        | 昭和29年7月1日 中野市           | 中野市                          | 中野市                       | 平成17年4月1日 中野市 | 中野市        |
| 安源寺村     | 明治8年1月 安源寺村 | 安源寺村                 | 高丘村                     | 高丘村                                        | 昭和29年7月1日 中野市           | 中野市                          | 中野市                       | 平成17年4月1日 中野市 | 中野市        |
| 安源寺新田村 | 明治8年1月 安源寺村 | 安源寺村                 | 高丘村                     | 高丘村                                        | 昭和29年7月1日 中野市           | 中野市                          | 中野市                       | 平成17年4月1日 中野市 | 中野市        |
| 草間村       | 草間村              | 草間村                   | 高丘村                     | 高丘村                                        | 昭和29年7月1日 中野市           | 中野市                          | 中野市                       | 平成17年4月1日 中野市 | 中野市        |
| 立ヶ花村     | 立ヶ花村            | 立ヶ花村                 | 高丘村                     | 高丘村                                        | 昭和29年7月1日 中野市           | 中野市                          | 中野市                       | 平成17年4月1日 中野市 | 中野市        |
| 牛出村       | 牛出村              | 牛出村                   | 高丘村                     | 高丘村                                        | 昭和29年7月1日 中野市           | 中野市                          | 中野市                       | 平成17年4月1日 中野市 | 中野市        |
| 栗林村       | 栗林村              | 栗林村                   | 高丘村                     | 高丘村                                        | 昭和29年7月1日 中野市           | 中野市                          | 中野市                       | 平成17年4月1日 中野市 | 中野市        |
| 赤岩村       | 明治9年5月 科野村   | 科野村                   | 科野村                     | 科野村                                        | 昭和29年7月1日 中野市           | 中野市                          | 中野市                       | 平成17年4月1日 中野市 | 中野市        |
| 越村         | 明治9年5月 科野村   | 科野村                   | 科野村                     | 科野村                                        | 昭和29年7月1日 中野市           | 中野市                          | 中野市                       | 平成17年4月1日 中野市 | 中野市        |
| 深沢村       | 明治9年5月 科野村   | 科野村                   | 科野村                     | 科野村                                        | 昭和29年7月1日 中野市           | 中野市                          | 中野市                       | 平成17年4月1日 中野市 | 中野市        |
| 柳沢村       | 柳沢村              | 柳沢村                   | 倭村                       | 倭村                                          | 昭和29年7月1日 中野市           | 中野市                          | 中野市                       | 平成17年4月1日 中野市 | 中野市        |
| 田上村       | 田上村              | 田上村                   | 倭村                       | 倭村                                          | 昭和29年7月1日 中野市           | 中野市                          | 中野市                       | 平成17年4月1日 中野市 | 中野市        |
| 岩井村       | 明治7年 岩井村      | 岩井村                   | 倭村                       | 倭村                                          | 昭和29年7月1日 中野市           | 中野市                          | 中野市                       | 平成17年4月1日 中野市 | 中野市        |
| 岩井新田村   | 明治7年 岩井村      | 岩井村                   | 倭村                       | 倭村                                          | 昭和29年7月1日 中野市           | 中野市                          | 中野市                       | 平成17年4月1日 中野市 | 中野市        |
| 上条村       | 明治9年5月 平穏村   | 平穏村                   | 平穏村                     | 平穏村                                        | 昭和29年4月1日 町制 平穏町      | 昭和30年4月1日 山ノ内町         | 昭和30年4月1日 山ノ内町      | 山ノ内町              | 山ノ内町      |
| 湯田中村     | 明治9年5月 平穏村   | 平穏村                   | 平穏村                     | 平穏村                                        | 昭和29年4月1日 町制 平穏町      | 昭和30年4月1日 山ノ内町         | 昭和30年4月1日 山ノ内町      | 山ノ内町              | 山ノ内町      |
| 沓野村       | 明治9年5月 平穏村   | 平穏村                   | 平穏村                     | 平穏村                                        | 昭和29年4月1日 町制 平穏町      | 昭和30年4月1日 山ノ内町         | 昭和30年4月1日 山ノ内町      | 山ノ内町              | 山ノ内町      |
| 佐野村       | 佐野村              | 佐野村                   | 穂波村                     | 穂波村                                        | 穂波村                          | 昭和30年4月1日 山ノ内町         | 昭和30年4月1日 山ノ内町      | 山ノ内町              | 山ノ内町      |
| 寒沢村       | 寒沢村              | 寒沢村                   | 穂波村                     | 穂波村                                        | 穂波村                          | 昭和30年4月1日 山ノ内町         | 昭和30年4月1日 山ノ内町      | 山ノ内町              | 山ノ内町      |
| 戸狩村       | 戸狩村              | 戸狩村                   | 穂波村                     | 穂波村                                        | 穂波村                          | 昭和30年4月1日 山ノ内町         | 昭和30年4月1日 山ノ内町      | 山ノ内町              | 山ノ内町      |
| 夜間瀬村     | 夜間瀬村            | 夜間瀬村                 | 夜間瀬村                   | 夜間瀬村                                      | 夜間瀬村                        | 昭和30年4月1日 山ノ内町         | 昭和30年4月1日 山ノ内町      | 山ノ内町              | 山ノ内町      |

### 主な出来事
- 1926年（大正15年）7月18日 - 警廃事件発生。警察署の統廃合に反対する地域住民が長野市に押しかけ、他地域の住民とともに県知事公舎・警察部長官舎等への襲撃を行った[4]。
- 1927年（昭和2年）5月12日 - 遅霜による霜害。クワ畑の葉が全て黒く変色し、郡内の養蚕業に大きな打撃を与えた[5]。

## 行政
歴代郡長
| 代 | 氏名         | 就任年月日                | 退任年月日                | 備考                   |
| -- | ------------ | ------------------------- | ------------------------- | ---------------------- |
| 1  | 大井泰       | 明治12年（1879年）1月4日  |                           |                        |
| 2  | 関長尭       | 明治13年（1880年）1月     |                           |                        |
| 3  | 松尾重義     | 明治14年（1881年）9月     |                           |                        |
| 4  | 市川量造     | 明治18年（1883年）3月     |                           |                        |
| 5  | 箕輪鼎       | 明治19年（1884年）8月     |                           |                        |
| 6  | 丸山英一郎   | 明治23年（1890年）6月     |                           |                        |
| 7  | 田辺信成     | 明治25年（1892年）4月     |                           |                        |
| 8  | 筧朴郎       | 明治26年（1893年）7月     |                           |                        |
| 9  | 太田茂       | 明治30年（1897年）12月    |                           |                        |
| 10 | 岩崎亀太郎   | 明治32年（1899年）2月     |                           |                        |
| 11 | 平林斧吉     | 明治33年（1900年）12月    |                           |                        |
| 12 | 芥川忠蔵     | 明治35年（1902年）6月     |                           |                        |
| 13 | 河村備衛     | 明治37年（1904年）4月     |                           |                        |
| 14 | 長田章       | 明治41年（1908年）4月     |                           |                        |
| 15 | 鈴木庄之助   | 明治41年（1908年）12月    |                           |                        |
| 16 | 小山忠雄     | 明治43年（1910年）12月    | 明治45年（1912年）5月18日 |                        |
| 17 | 大浦頼       | 明治45年（1912年）5月18日 |                           |                        |
| 18 | 松浦昌       | 大正3年（1914年）9月      |                           |                        |
| 19 | 野々山弥太郎 | 大正5年（1916年）7月      |                           |                        |
| 20 | 宮原顕三     | 大正7年（1918年）7月      |                           |                        |
| 21 | 武盛仲太     | 大正7年（1918年）12月     |                           |                        |
| 22 | 阿蘇温蔵     | 大正10年（1921年）5月     |                           |                        |
| 23 | 佐藤三男     | 大正12年（1923年）2月     |                           |                        |
| 24 | 中山徳十     | 大正12年（1923年）8月     | 大正15年（1926年）6月30日 | 郡役所廃止により、廃官 |